# Frihavnskirken
Frihavnskirken ligger i Willemoesgade på Østerbro i Københavns Kommune.

## Historie
Kirkens arkitekt var Thorvald Jørgensen.

## Kirkebygningen
- Frihavnskirken
- Indgangsportal.

## Interiør
- Kirkerummet
- Kirkerummet
- Kirkerummet
- Kirkerummet set fra alteret

### Altertavle
- Alter

### Prædikestol
- Prædikestol

### Døbefont
- Døbefont

### Orgel
- Orgelfacade

### Kirkeskib
- Kirkeskib

## Gravminder
Tekst mangler, hjælp os med at skrive teksten

## Eksterne kilder og henvisninger
- Wikimedia Commons har flere filer relateret til Frihavnskirken
- Frihavnskirken Arkiveret 31. januar 2011 hos  Wayback Machine hos nordenskirker.dk
- Frihavnskirken  hos KortTilKirken.dk